# Ceny české filmové kritiky 2022
Ceny české filmové kritiky 2022 je třináctý ročník Cen české filmové kritiky. Ceny byly předány v sobotu 4. února 2023, slavnostní předávání moderovali Tereza Dočkalová a Jiří Panzner. Přímý přenos odvysílala stanice ČT Art.

## Vítězové a nominovaní
Vítěz je uveden jako první a tučným písmem.

### Nejlepší film
- Arvéd
- Il Boemo
- BANGER.

### Nejlepší dokument
- KaprKód

- Good Old Czechs
- Zkouška umění

### Nejlepší režie
- Adam Sedlák – BANGER.

- Vojtěch Mašek – Arvéd
- Petr Václav – Il Boemo

### Nejlepší scénář
- Jan Poláček a Vojtěch Mašek – Arvéd
- Klára Vlasáková – Běžná selhání
- Jakub Medvecký – Oběť

### Nejlepší herečka
- Vita Smačeljuk – Oběť

- Pavla Tomicová – A pak přišla láska…
- Gabriela Mikulková – Slovo

### Nejlepší herec
- Michal Kern – Arvéd
- Vojtěch Dyk – Il Boemo
- Marsell Bendig – BANGER.

### Audiovizuální počin
- Good Old Czechs – (střih) Šimon Špidla
- Il Boemo – (hudba) Václav Luks
- KaprKód – (střih) Adam Brothánek

### Cena innogy pro objev roku
- Michal Blaško – (režie) Oběť, Podezření
- Adam Koloman Rybanský – (režie, scénář) Kdyby radši hořelo
- Marsell Bendig – (herec) BANGER.

### Mimo kino
- Podezření – Michal Blaško a Štěpán Hulík

- Devadesátky – Peter Bebjak a Josef Mareš
- Pět let – Damián Vondrášek a Sára Zeithammerová

### Nejlepší krátký film
- Ostrov svobody – Petr Januschka

- Asterión – Francesco Montagner
- Spiknutí holčičích hoven – Adina Šulcová a Viktorie Novotná